# Randy Couture
Randy Duane Couture (n. 22 iunie 1963) este un actor american, fost maestru în arte marțiale mixte, luptător de wrestling și lupte greco-romane. În timp ce a evoluat în Ultimate Fighting Championship (UFC), Couture a devenit de trei ori campion UFC la categoria supergrea, de două ori campion la categoria grea, o dată campion interimar UFC la categoria grea, și a câștigat 13 turnee UFC la categoria supergrea. Couture este primul dintre cei doi luptători care dețin 2 titluri de campion UFC în două divizii diferite (cel de-al doilea fiind B.J. Penn). Couture a participat într-un număr record de 15 lupte pentru titlu. El deține cele mai multe titluri UFC, 5 la număr. Ultima sa luptă, contra lui Lyoto Machida, a fost cea de-a 24-a sa luptă din UFC, acesta fiind al treilea cel mai mare număr de lupte din UFC (Tito Ortiz e primul cu 27, iar Matt Hughes e al doilea cu 25). Couture este cel de-al patrulea membru al ”UFC Hall of Fame”. El este unica persoană peste 40 de ani, care a câștigat lupte în campionatul UFC, realizând asta de patru ori.
De asemenea, Couture este unicul atlet din istoria UFC, care a câștigat un campionat după ce a fost inclus în UFC Hall of Fame, și totodată este cel mai în vârstă deținător al unui titlu din toate timpurile (în UFC și MMA).

## Mixed martial arts record
| Rezultate profesioniste |             |               |
| 30 meciuri              | 19 victorii | 11 înfrângeri |
| Prin knockout           | 7           | 6             |
| Prin predare            | 4           | 4             |
| La puncte               | 8           | 1             |

| Rezultat   | La general | Adversar                 | Metodă                             | Eveniment                         | Data               | Runda | Timp  | Locația                                   | Note                                                                              |
| ---------- | ---------- | ------------------------ | ---------------------------------- | --------------------------------- | ------------------ | ----- | ----- | ----------------------------------------- | --------------------------------------------------------------------------------- |
| Înfrângere | 19–11      | Lyoto Machida            | KO (jumping front kick)            | UFC 129                           | 30 aprilie 2011    | 2     | 1:05  | Toronto, Ontario, Canada                  | Light Heavyweight bout                                                            |
| Victorie   | 19–10      | James Toney              | Predare (arm-triangle choke)       | UFC 118                           | 28 august 2010     | 1     | 3:19  | Boston, Massachusetts, Statele Unite      | Heavyweight bout                                                                  |
| Victorie   | 18–10      | Mark Coleman             | Predare tehnică (rear-naked choke) | UFC 109                           | 06 februarie 2010  | 2     | 1:09  | Las Vegas, Nevada, Statele Unite          | First fight between two fighters already in the UFC Hall of Fame.                 |
| Victorie   | 17–10      | Brandon Vera             | Decizie (unanim)                   | UFC 105                           | 14 noiembrie 2009  | 3     | 5:00  | Manchester, United Kingdom                | Return to Light Heavyweight. Became oldest fighter to win a fight in UFC history. |
| Înfrângere | 16–10      | Antônio Rodrigo Nogueira | Decizie (unanim)                   | UFC 102                           | 29 august 2009     | 3     | 5:00  | Portland, Oregon, Statele Unite           | Fight of the Night. 2009 Fight of the Year.                                       |
| Înfrângere | 16–9       | Brock Lesnar             | TKO (punches)                      | UFC 91                            | 15 noiembrie 2008  | 2     | 3:07  | Las Vegas, Nevada, Statele Unite          | Lost the UFC Heavyweight Championship.                                            |
| Victorie   | 16–8       | Gabriel Gonzaga          | TKO (punches)                      | UFC 74                            | 25 august 2007     | 3     | 1:37  | Las Vegas, Nevada, Statele Unite          | Defended the UFC Heavyweight Championship; Fight of the Night.                    |
| Victorie   | 15–8       | Tim Sylvia               | Decizie (unanim)                   | UFC 68                            | 03 martie 2007     | 5     | 5:00  | Columbus, Ohio, Statele Unite             | Return to Heavyweight; Won the UFC Heavyweight Championship.                      |
| Înfrângere | 14–8       | Chuck Liddell            | KO (punches)                       | UFC 57                            | 04 februarie 2006  | 2     | 1:28  | Las Vegas, Nevada, Statele Unite          | For the UFC Light Heavyweight Championship.                                       |
| Victorie   | 14–7       | Mike van Arsdale         | Predare (anaconda choke)           | UFC 54                            | 20 august 2005     | 3     | 0:52  | Las Vegas, Nevada, Statele Unite          |                                                                                   |
| Înfrângere | 13–7       | Chuck Liddell            | KO (punches)                       | UFC 52                            | 16 aprilie 2005    | 1     | 2:06  | Las Vegas, Nevada, Statele Unite          | Lost the UFC Light Heavyweight Championship.                                      |
| Victorie   | 13–6       | Vitor Belfort            | TKO (doctor stoppage)              | UFC 49                            | 21 august 2004     | 3     | 5:00  | Las Vegas, Nevada, Statele Unite          | Won the UFC Light Heavyweight Championship.                                       |
| Înfrângere | 12–6       | Vitor Belfort            | TKO (cut)                          | UFC 46                            | 31 ianuarie 2004   | 1     | 0:49  | Las Vegas, Nevada, Statele Unite          | Lost the UFC Light Heavyweight Championship.                                      |
| Victorie   | 12–5       | Tito Ortiz               | Decizie (unanim)                   | UFC 44                            | 26 septembrie 2003 | 5     | 5:00  | Las Vegas, Nevada, Statele Unite          | Won and Unified the UFC Light Heavyweight Championship.                           |
| Victorie   | 11–5       | Chuck Liddell            | TKO (punches)                      | UFC 43                            | 06 iunie 2003      | 3     | 2:40  | Las Vegas, Nevada, Statele Unite          | Won the Interim UFC Light Heavyweight Championship.                               |
| Înfrângere | 10–5       | Ricco Rodriguez          | Predare (elbow)                    | UFC 39                            | 27 septembrie 2002 | 5     | 3:04  | Montville, Connecticut, Statele Unite     | For the vacant UFC Heavyweight Championship.                                      |
| Înfrângere | 10–4       | Josh Barnett             | TKO (punches)                      | UFC 36                            | 22 martie 2002     | 2     | 4:35  | Las Vegas, Nevada, Statele Unite          | Lost the UFC Heavyweight Championship.                                            |
| Victorie   | 10–3       | Pedro Rizzo              | TKO (punches)                      | UFC 34                            | 02 noiembrie 2001  | 3     | 1:38  | Las Vegas, Nevada, Statele Unite          | Defended the UFC Heavyweight Championship                                         |
| Victorie   | 9–3        | Pedro Rizzo              | Decizie (unanim)                   | UFC 31                            | 04 mai 2001        | 5     | 5:00  | Atlantic City, New Jersey, Statele Unite  | Defended the UFC Heavyweight Championship. 2001 Fight of the Year.                |
| Înfrângere | 8–3        | Valentijn Overeem        | Predare (guillotine choke)         | Rings: King of Kings 2000 Final   | 24 februarie 2001  | 1     | 0:56  | Tokyo, Japonia                            |                                                                                   |
| Victorie   | 8–2        | Tsuyoshi Kohsaka         | Decizie (unanim)                   | Rings: King of Kings 2000 Final   | 24 februarie 2001  | 2     | 5:00  | Tokyo, Japonia                            |                                                                                   |
| Victorie   | 7–2        | Kevin Randleman          | TKO (punches)                      | UFC 28                            | 17 noiembrie 2000  | 3     | 4:13  | Atlantic City, New Jersey, Statele Unite  | Won the UFC Heavyweight Championship.                                             |
| Victorie   | 6–2        | Ryushi Yanagisawa        | Decizie (majoritate)               | Rings: King of Kings 2000 Block A | 09 octombrie 2000  | 2     | 5:00  | Tokyo, Japonia                            |                                                                                   |
| Victorie   | 5–2        | Jeremy Horn              | Decizie (unanim)                   | Rings: King of Kings 2000 Block A | 09 octombrie 2000  | 3     | 5:00  | Tokyo, Japonia                            |                                                                                   |
| Înfrângere | 4–2        | Mikhail Ilyukhin         | Predare (kimura)                   | Rings: Rise 1st                   | 20 martie 1999     | 1     | 7:43  | Japonia                                   |                                                                                   |
| Înfrângere | 4–1        | Enson Inoue              | Predare (armbar)                   | Vale Tudo Japonia 1998            | 25 octombrie 1998  | 1     | 1:39  | Japonia                                   |                                                                                   |
| Victorie   | 4–0        | Maurice Smith            | Decizie (majoritate)               | UFC Japonia                       | 21 decembrie 1997  | 1     | 21:00 | Yokohama, Kanagawa, Japonia               | Won the UFC Heavyweight Championship; Later Vacated title.                        |
| Victorie   | 3–0        | Vitor Belfort            | TKO (punches)                      | UFC 15                            | 17 octombrie 1997  | 1     | 8:17  | Bay St. Louis, Mississippi, Statele Unite | UFC Heavyweight title eliminator.                                                 |
| Victorie   | 2–0        | Steven Graham            | TKO (punches)                      | UFC 13                            | 30 mai 1997        | 1     | 3:13  | Augusta, Georgia, Statele Unite           | Won the UFC 13 Heavyweight Tournament.                                            |
| Victorie   | 1–0        | Tony Halme               | Predare (rear-naked choke)         | UFC 13                            | 30 mai 1997        | 1     | 1:00  | Augusta, Georgia, Statele Unite           | UFC 13 Heavyweight Tournament Semifinals.                                         |

## Filmografie
| An   | Titlu                                  | Rol                   | Note            |
| ---- | -------------------------------------- | --------------------- | --------------- |
| 2003 | Cradle 2 the Grave                     | Fighter #8            | Film major      |
| 2005 | No Rules                               | Mason                 | Film            |
| 2005 | Today You Die                          | Bodyguard lui Vincent | Direct-to-video |
| 2006 | Invincible                             | 'Toruci' Player #1    | Film major      |
| 2007 | Big Stan                               | Carnahan              | Film major      |
| 2008 | Redbelt                                | Dylan Flynn           | Film major      |
| 2008 | The Scorpion King 2: Rise of a Warrior | Sargon                | Direct-to-video |
| 2010 | The Expendables                        | Toll Road             | Film major      |
| 2011 | Setup                                  | Petey                 | Film major      |
| 2012 | Hijacked                               | Paul Ross             | Film major      |
| 2012 | The Expendables 2                      | Toll Road             | Film major      |
| 2013 | Geezers!                               | Randy                 | Film major      |
| 2013 | Rush                                   | Jack Reiley           |                 |
| 2013 | Distant Shore                          |                       |                 |
| 2014 | The Expendables 3                      | Toll Road             |                 |